# Valledoria
Valledoria is een gemeente in de Italiaanse provincie Sassari (regio Sardinië) en telt 4319 inwoners (2017). De oppervlakte bedraagt 24,4 km², de bevolkingsdichtheid is 156 inwoners per km².
De volgende frazioni maken deel uit van de gemeente: La Ciaccia en La Muddizza.

## Demografie
Valledoria telt ongeveer 1450 huishoudens. Het aantal inwoners steeg in de periode 1991-2001 met 4,6% volgens cijfers uit de tienjaarlijkse volkstellingen van ISTAT.
| Jaar | Inwoneraantal |
| ---- | ------------- |
| 1991 | 3551          |
| 2001 | 3713          |

## Geografie
Valledoria grenst aan de volgende gemeenten: Badesi (OT), Castelsardo, Santa Maria Coghinas, Sedini en Viddalba.

## Externe link

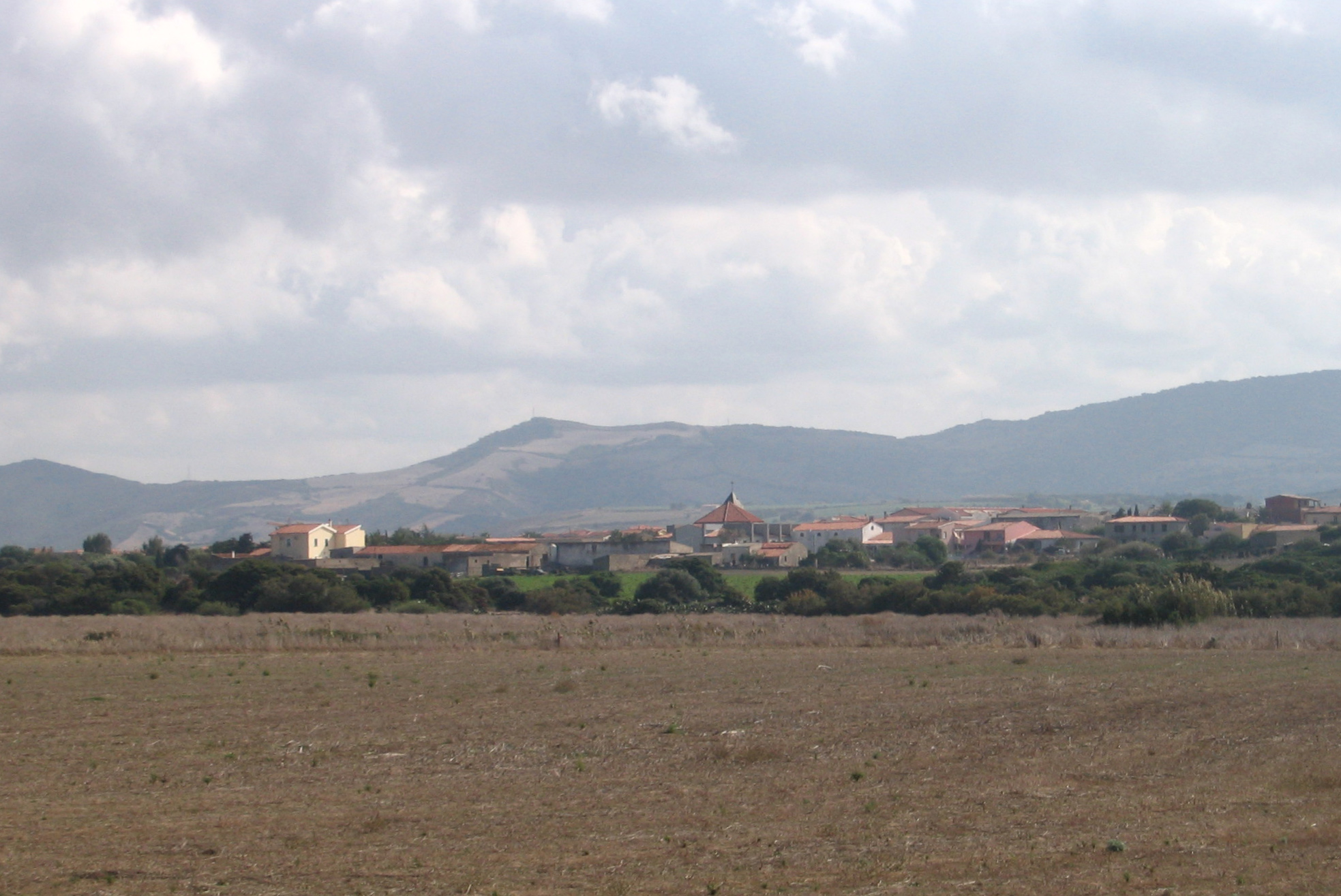
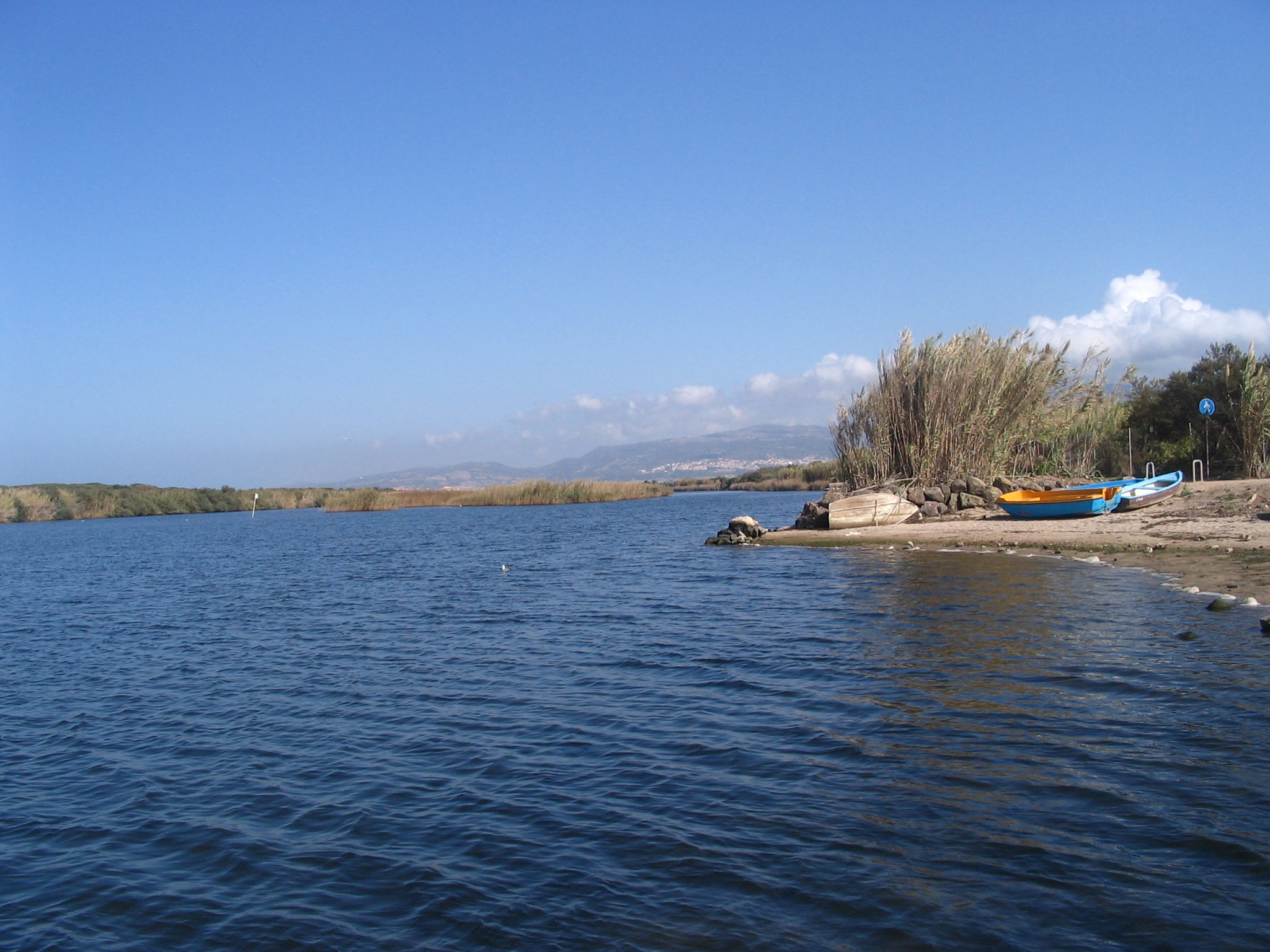